# Miguel Bustos
Miguel Bustos (Rosario, 21 dicembre 1946 – 15 settembre 2014) è stato un calciatore argentino, di ruolo centrocampista.

## Carriera
Ha vinto un campionato argentino nel 1971, con la divisa del Rosario Central.

## Palmarès

### Club
- Campionato argentino: 1

Rosario Central: Nacional 1971